# Julien-David Le Roy
Julien-David Le Roy (París, 6 de mayo de 1724 - París, 28 de enero de 1803), fue un arquitecto francés, también arqueólogo e historiador del arte, recordado por la publicación de la obra Les Ruines des plus beaux bâtiments de la Grèce [Las ruinas de los más bellos edificios de Grecia], que apareció en 1758. Esta publicación convirtió a Le Roy en el padre de la ciencia helenística francesa.

## Biografía
Julien-David era el cuarto hijo de Julien Le Roy, relojero del rey Luis XV. Fue alumno de Denis Jossenay y de Louis-Adam Loriot en la Academia de arquitectura. En 1749, Julien-David Le Roy obtuvo un segundo premio por un Temple de la Paix,  tema dado tras la firma del Tratado de Aix-la-Chapelle. Al año siguiente, obtuvo el Gran premio de arquitectura (antecedente del Prix de Rome) por un Orangerie voutée (invernadero abovedado), lo que le valió ser pensionado en Roma.

### Años de aprendizaje en Roma y Grecia

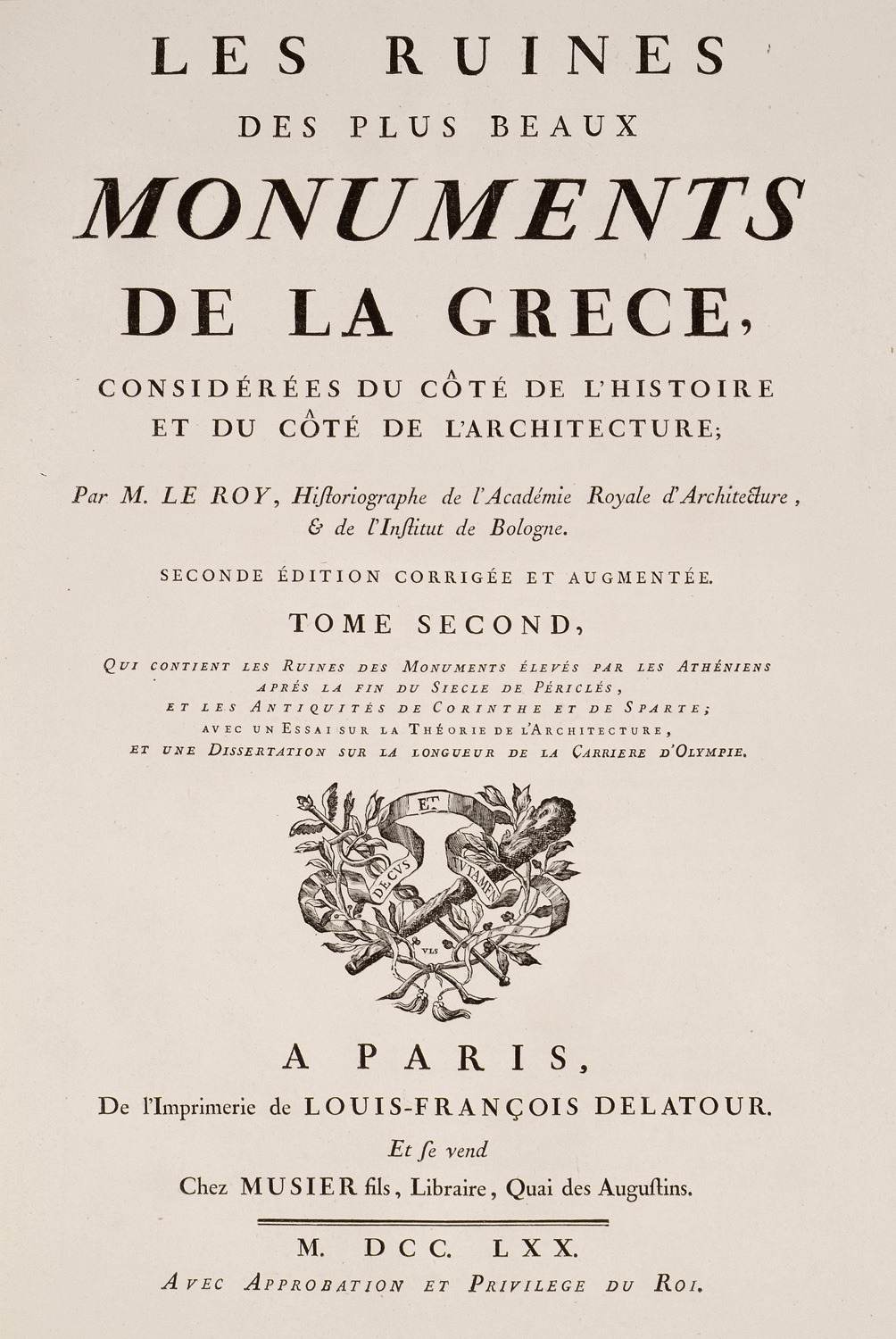
Portada del tomo II de Les Ruines des plus beaux monuments de la Grèce

Ya en Roma dibujó el palacio Farnese. Deseando participar en la investigación arqueológica y al enterarse de que los ingleses Stuart y Revett estaban haciendo levantamientos de las antigüedades de Atenas, tuvo la idea de ir allí con la ayuda económica de su padre, quien habló de ello con M. de Marigny, director de los Bâtiments du roi (Edificios del rey). Le Roy también informó al M. Peyrotte, encargado de Negocios de Francia en la Sublime Puerta (ahora Turquía), de su deseo de ir a Atenas.
Hasta entonces en Francia solo se conocía de Atenas a través de las descripciones del médico lionés Jacob Spon, de las del caballero inglés George Wheler y de los dibujos de un artista que acompañaba al marqués de Nointel que databan de 1674, es decir, después de la explosión de los Propileos hacia 1645 y antes de la del Partenón en 1687.
Partió de Venecia el 5 de mayo de 1754 y gracias a las recomendaciones del marqués de Voyer al cónsul francés Léoson, fue a Constantinopla para obtener un salvoconducto. Partió hacia Atenas pasando por las Cícladas. Llegó allí el 1 de febrero de 1755. Gracias al conocimiento de los capuchinos presentes en Atenas de la que habían elaborado un plano, realizó los levantamientos de los diversos monumentos utilizando las descripciones de Pausanias para identificarlos: la Acrópolis, el teatro de Dionisios, el monumento de Trasilo, la biblioteca de Adriano, El estadio, el Odeón, el acueducto de Adriano, el monumento de Lisícrates o linterna de Demóstenes, la Torre de los Vientos, el arco de Adriano, el monumento de Philopappos, el templo de Zeus olímpico. Continuó su viaje a través de El Pireo, Sunio, Corinto, Tórico, Esparta.y Delos. Después de sus visitas a Italia y Grecia, regresó a Roma, desde donde luego regresó a Francia en julio de 1755. Habiendo interesado sus dibujos al conde de Caylus, este último dirigirá la publicación de la obra Las ruinas de los edificios más bellos de Grecia, que apareció en 1758. Esta publicación convirtió a Le Roy en el padre de la ciencia helénica francesa. Le seguirá la edición de dos copias de mala calidad de Stuart y Revett en Londres en 1759 y en Augsburgo en 1764.
- Grabados de Les Ruines des plus beaux monuments de la Grèce (2.º ed., 1770)

"Grabados
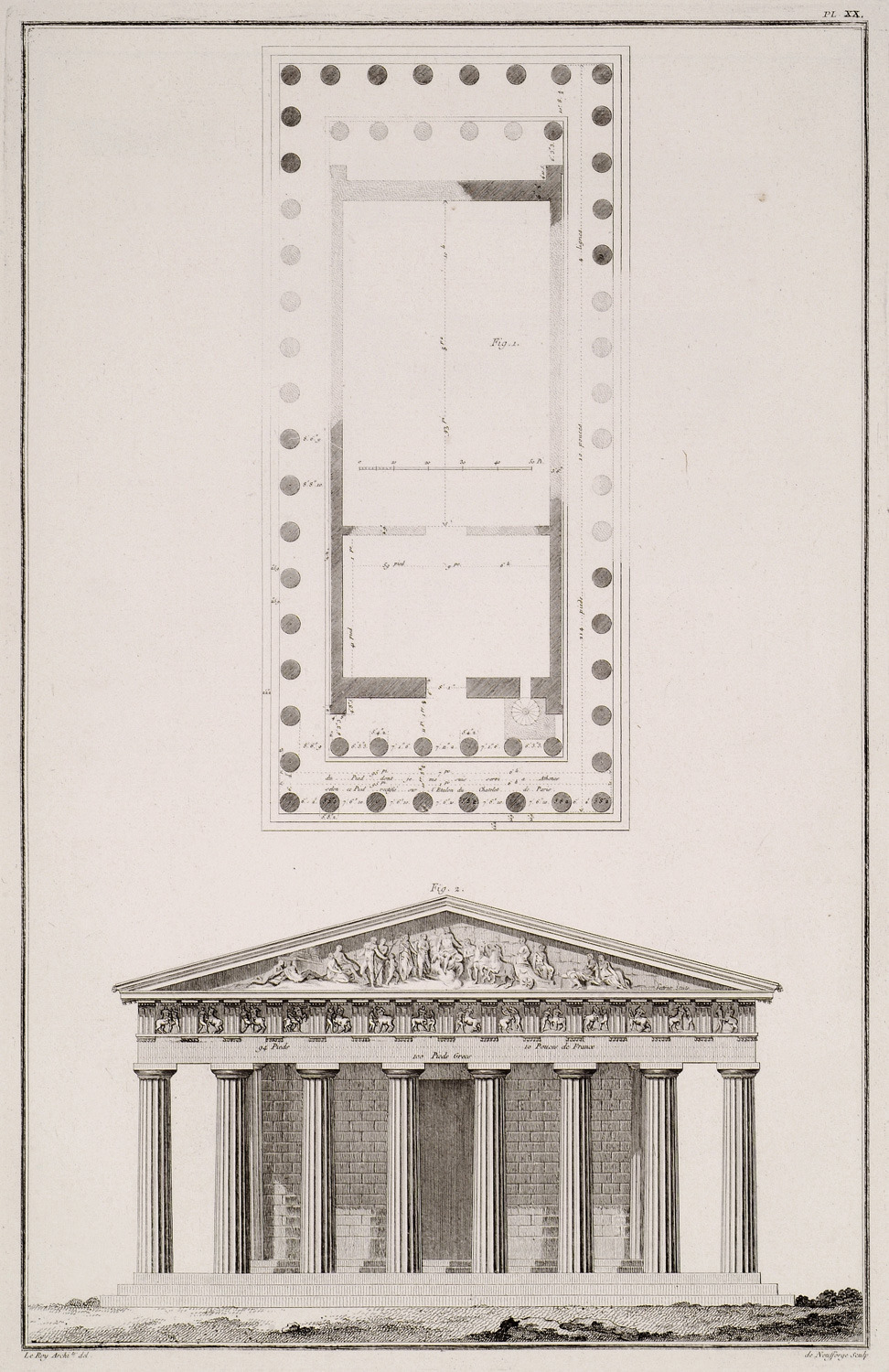
El Partenon
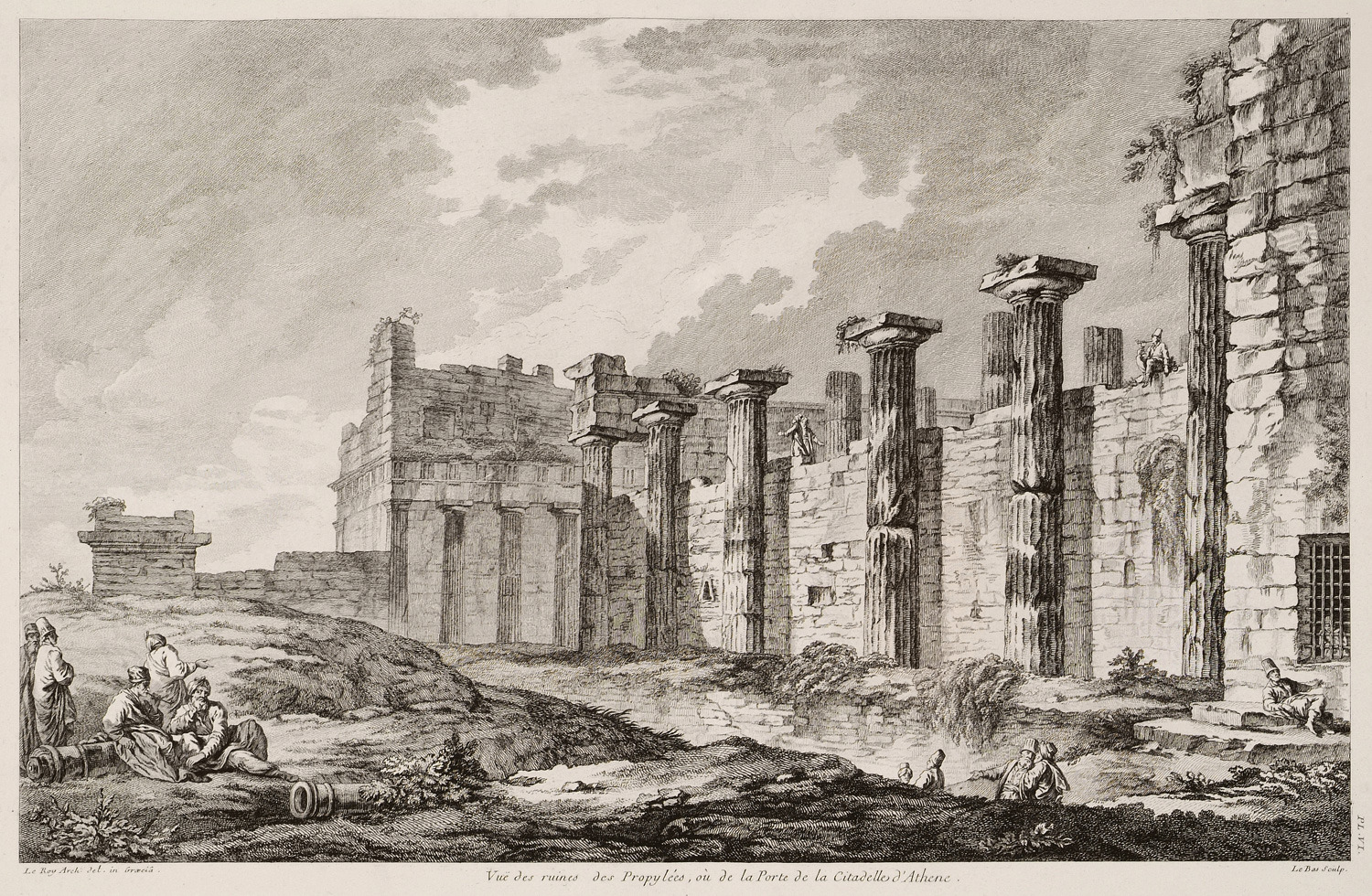
Vista de las ruinas de los Propileos
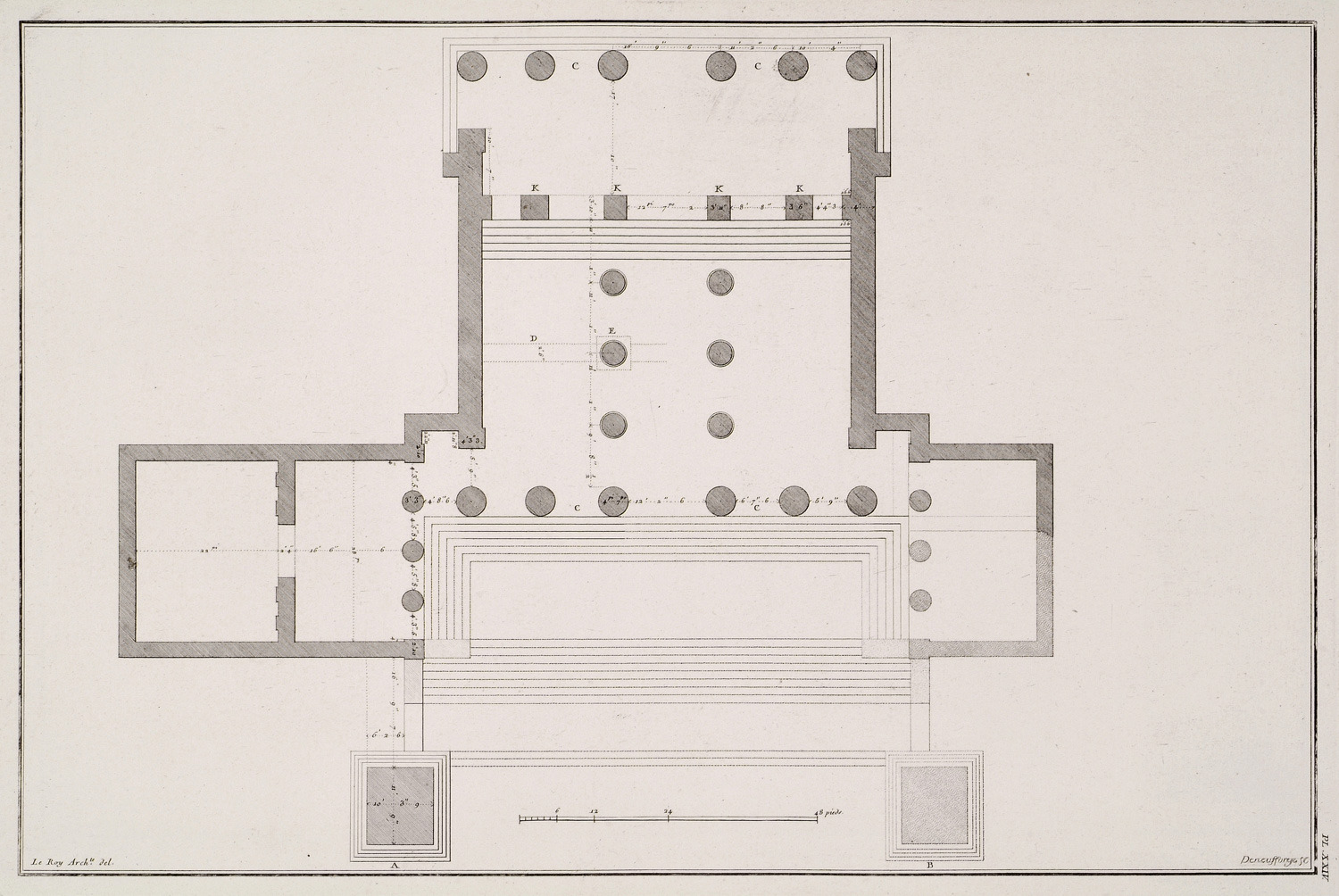
Planta de los Propileos
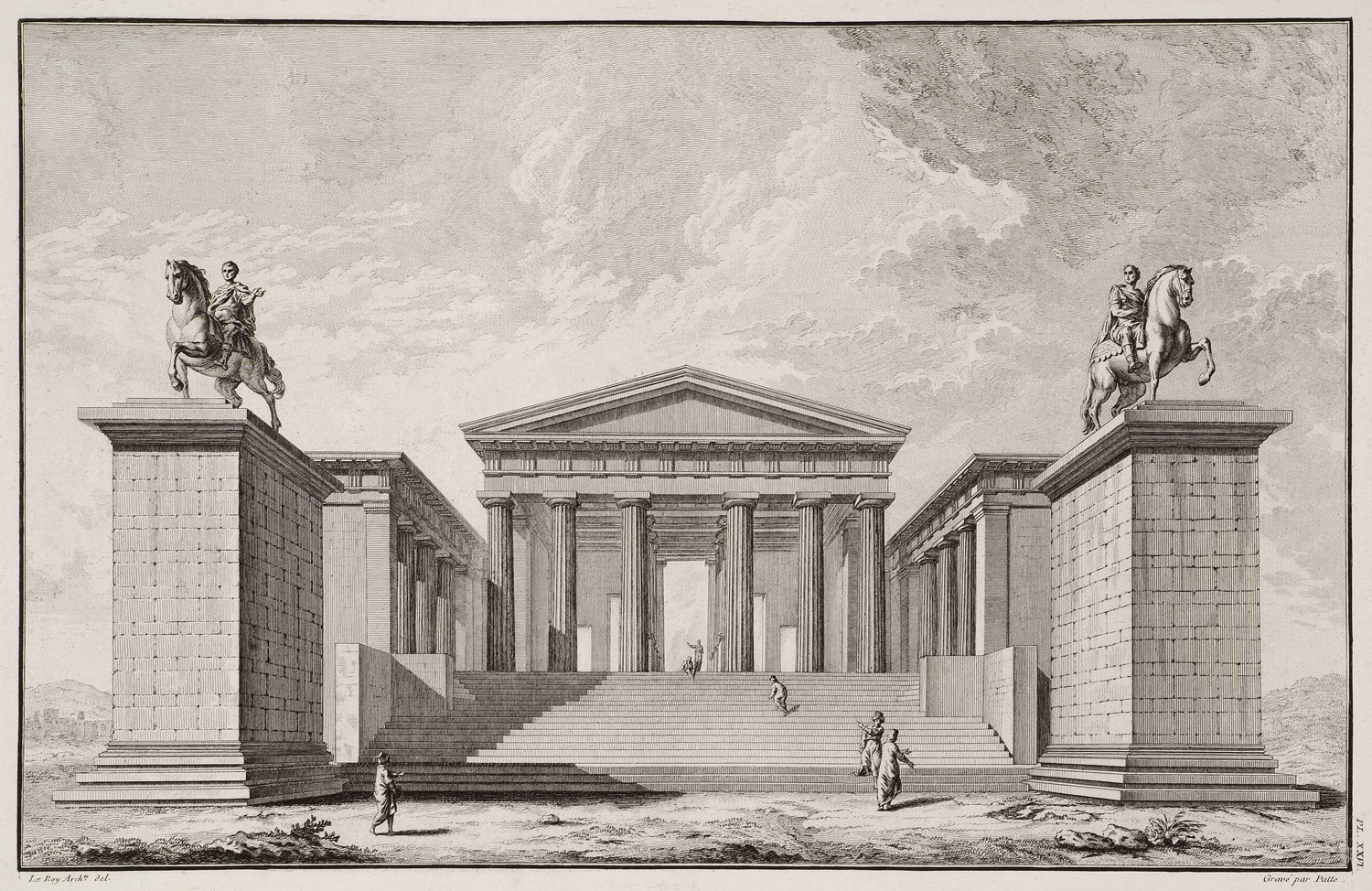
Restitución de los Propileos
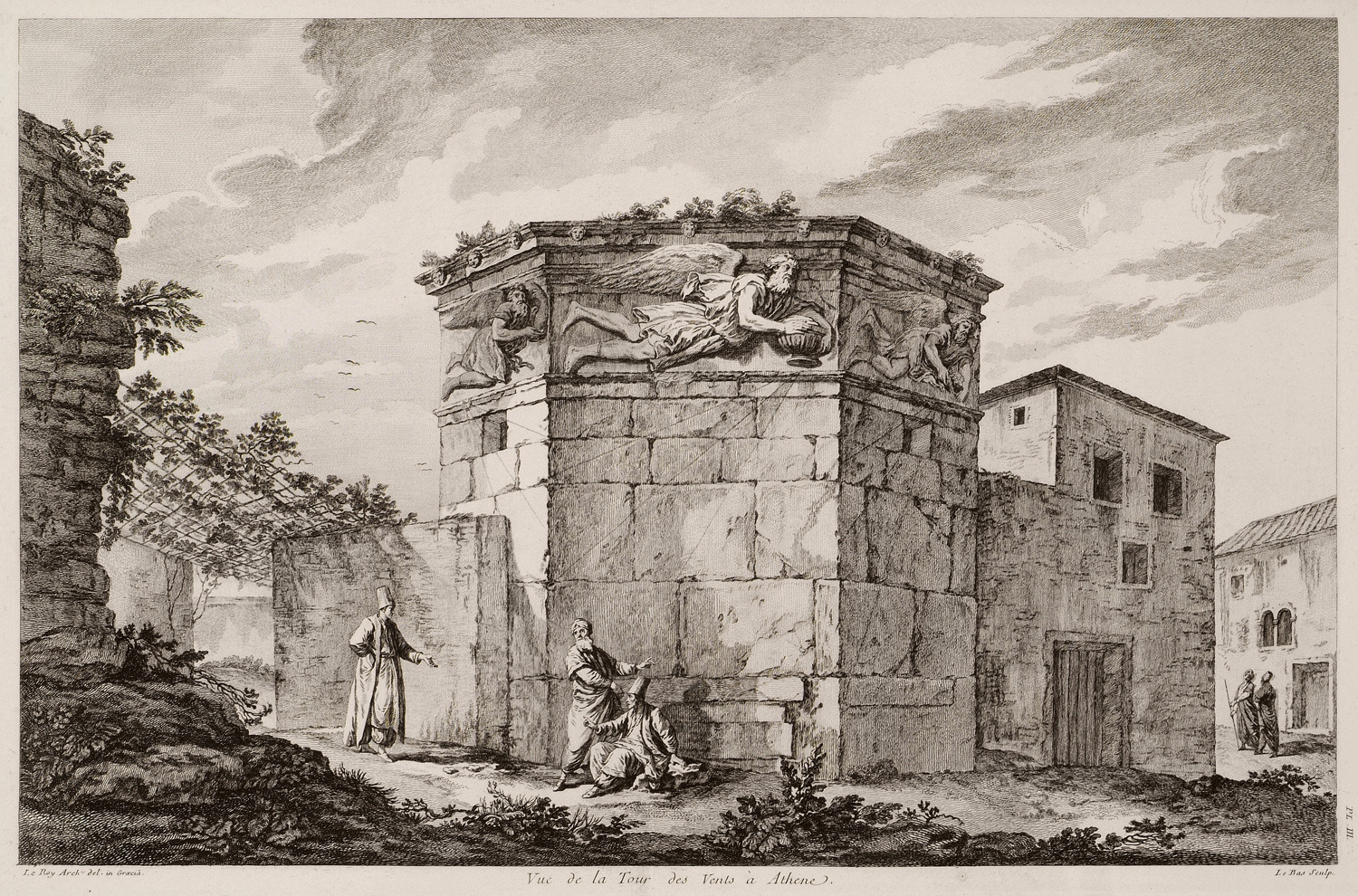
Vista de la Torre de los Vientos

### Miembro de la Real Academia de Arquitectura y profesor

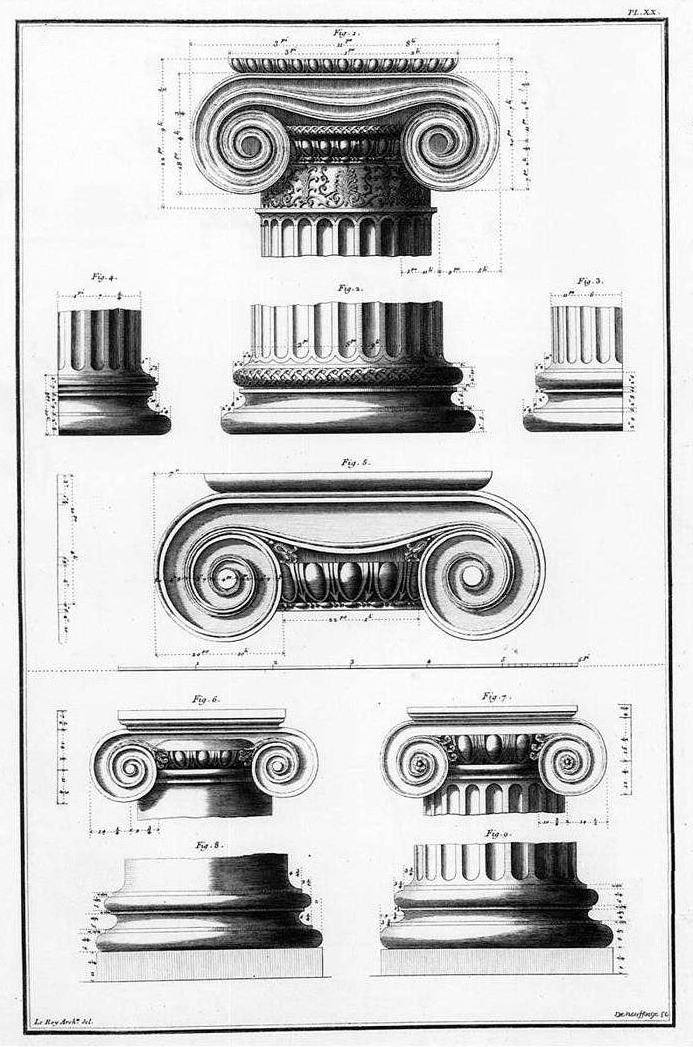
Ilustración para el orden jónico en Les Ruines des plus beaux monuments de la Grèce

En 1758, Le Roy se convirtió en miembro de la Académie royale d'architecture. Fue nombrado historiógrafo de la Academia real de arquitectura en 1762, siendo adjunto de Jacques-François Blondel.
En su libro, Le Roy defiende la superioridad de la Antigüedad sobre la Edad Media: 

si es dudoso que un salvaje de América prefiriera la arquitectura griega a la arquitectura gótica, es seguro que un hombre dotado de buen juicio y de órganos delicados… se vería afectado más agradablemente por los monumentos de la arquitectura griega que por cualquier otra especie de arquitectura.
s'il est douteux qu'un sauvage de l'Amérique préférât l'architecture grecque à l'architecture gothique, il est certain qu'un homme doué d'un jugement sain et d'organes délicats … serait affecté plus agréablement par les monuments de l'architecture grecque que tout autre espèce d'architecture »

También concedió primacía a los griegos sobre los romanos, lo que le valió una airada crítica de Piranesi.
En 1764, el año de la publicación de su Histoire de la disposition et des formes que les chrétiens ont données à leurs temples depuis le règne de Constantin jusqu'à nous [Historia de la disposición y las formas diferentes que los cristianos han dado a sus templos, desde el reinado de Constantino el Grande hasta nosotros], Luis XV colocó la primera piedra de la iglesia de Sainte-Geneviève. En este segundo libro, mostró la evolución de las iglesias cristianas y la génesis de la iglesia perfecta que se iba a construir. Comparaba a Santa Sofía de Constantinopla con la basílica de San Marcos de Venecia y seguía la evolución de las cúpulas desde Brunelleschi hasta Miguel Ángel. También mostraba su admiración por la obra de Jules Hardouin-Mansart en la capilla del Palacio de Versalles
Entre 1764 y 1770, se convirtió en asesor artístico de Marc-René de Voyer d'Argenson, marqués de Voyer, estadista y que será ministro de la guerra de Luis XV, en las obras que estaba haciendo en el Hôtel de Voyer en París, también conocido como Cancillería de Orléans, y en el château des Ormes en Touraine. Ambos sitios de construcción eran dirigidos por el arquitecto del rey Charles De Wailly, amigo de Le Roy. Le Roy asesoraba así al marqués sobre la fisonomía de las cariátides en el comedor de su hotel, tal como las había podido observar en Grecia y analizarlas en sus lecturas de autores griegos y latinos, cariátides que fueron esculpidas por el escultor del rey Augustin Pajou. Le Roy también orientó al marqués sobre el perfil de la cornisa de la granja-establo de su dominio de Les Ormes, confiado en 1767-1769 por De Wailly a su joven alumno Bernard Poyet. Finalmente, Le Roy guio al marqués de Voyer y a De Wailly en la distribución y la decoración del château des Ormes. Estos elementos inéditos fueron descubiertos por el historiador del arte Philippe Cachau durante una investigación sobre las decoraciones del Hôtel d'Argenson en París en 2013. De hecho, se encontró con la correspondencia inédita del marqués de Voyer con Le Roy que publica en Le Journal des Savants en 2020. Correspondencia en la que este último confiesa sus gustos, sus ansiedades, sus aspiraciones y la privilegiada amistad que le unía al marqués. Le Roy también se revela, como el marqués, amigo del gran arquitecto británico William Chambers. Voyer y Le Roy fueron dos grandes anglófilos. Si Le Roy prodigó sus consejos a otras personalidades parisinas, el marqués de Voyer fue sin duda su interlocutor privilegiado como uno de los grandes mecenas de la época. Los dos hombres estaban vinculados por orígenes comunes de Touraine (Paulmy y Argenson para Voyer, Descartes y Tours para Le Roy).
En 1770, Leroy publicó la segunda edición de las Ruines des plus beaux monuments de la Grèce, en el que respondía a las críticas de Stuart, establecía una tipología del orden dórico y elaboraba restituciones ideales aplicando los textos de las descripciones de Pausanias a sus levantamientos de los edificios, en particular de los Propileos de Atenas. Al hacerlo, Le Roy inauguró lo que se convertiría en los envíos desde Roma para los pensionados de Villa Medici.
En 1773 presentó un proyecto para el nuevo Hôtel-Dieu. Los planos se realizaron probablemente siguiendo las indicaciones de su hermano, Charles Le Roy (1726-1779), médico en Montpellier. Le Roy optó por ordenar los edificios «comme les tentes d'un camp ou les pavillons de Marly» (como las carpas de un campamento o los pabellones de Marly). Los savants se interesaron en ese momento en el tipo de hospital suburbano que había sido construido en Plymouth por Alexander Rovehead en 1758-1762. Posteriormente, M. de Breteuil: consultó a otros arquitectos: Chalgrin, Ledoux, Poyet..
Fue nombrado profesor de la Academia de arquitectura en 1774, después de la muerte de Blondel. Posteriormente tuvo como asistentes a Jérôme Charles Bellicard (1726-1786) y Mathurin Cherpitel (1736-1809).
Fue nombrado miembro de la Académie des inscriptions et belles-lettres en 1786.
Tras la decisión de la Convención, en 1793, de cerrar la Academia de arquitectura, decidió, con Antoine Vaudoyer, abrir una escuela de arquitectura en el alojamiento oficial de Leroy en el Louvre. La escuela fue reconocida por el ministro del Interior en 1795. Ese mismo año, se restableció el Instituto y se reorganizaron las diferentes secciones de la Académie des Beaux-arts .
Cuando murió, sus estudiantes —Vignon, Percier, Lebas, Debret, Bonnevie, Joly, etc— hicieron acuñar una medalla en su honor por suscripción. Esta medalla póstuma con la efigie de Leroy fue encargada al grabador Duvivier. Se conserva una copia en el museo Carnavalet (ND 0345).

## Publicaciones
- 1758: Les Ruines Des Plus Beaux Monuments De La Grèce: Ouvrage Divisé En Deux Parties Où L'On Considere, Dans La Premiere, Ces Monuments Du Côté De L'Histoire ; Et Dans La Seconde, Du Côté De L'Architecture [Las ruinas de los más bellos monumentos de Grecia: obra dividida en dos partes donde se considera, en la primera, estos monumentos del lado de la historia; y en la segunda, del lado de la arquitectura] digi.ub.uni-heidelberg.de
- 1764: Histoire de la disposition et des formes différentes que les chrétiens ont données à leurs temples, depuis le règne de Constantin le Grand, jusqu'à nous [Historia de la disposición y las formas diferentes que los cristianos han dado a sus templos, desde el reinado de Constantino el Grande hasta nosotros] Google Livres
- 1770: Les Ruines Des Plus Beaux Monuments De La Grece Considérées Du Côté De L'Histoire Et Du Côté De L'Architecture; Par M. Le Roy, Historiographe de l'Académie Royale d'Architecture, & de l'Institut de Bologne. Seconde Édition Corrigée Et Augmentée. Tome Premier, Qui Conient Les Ruines Des Monuments Élevés Par Les Athéniens Avant La Fin Du Siècle De Périclés; Avec Un Essai Sur L'Histoire De L'Architecture, Et Une Dissertation Sur La Longueur Du Pied Grec. (Tome Second, Qui Contient Les Ruines Des Monuments Élevés Par Les Athéniens Après La Fin Du Siecle De Périclés, Et Les Antiquités De Corithe Et De Sparte; Avec Un Essai Sur La Théorie De L'Architecture, Et Une Dissertation Sur La Longueur De La Carriere D'Olympie [Las ruinas de los monumentos más bellos de Grecia considerados desde el lado de la historia y desde el lado de la arquitectura; Por M. Le Roy, historiógrafo de la Real Academia de Arquitectura y del Instituto de Bolonia. Segunda edición corregida y ampliada. El tomo primero, que contiene las ruinas de los monumentos erigidos por los atenienses antes del fin del siglo de Pericles; Con un ensayo sobre la historia de la arquitectura y una disertación sobre la longitud del pie griego. (Tomo segundo, que contiene las ruinas de los monumentos erigidos por los atenienses después del final del siglo de Pericles, y las antigüedades de Corinto y Esparta; con un ensayo sobre la teoría de la arquitectura y una disertación sobre la longitud de la carrera de Olimpia] BNF Base Gallica Illustrations
- 1777: La Marine des anciens peuples expliquées, et considérée par rapport aux lumières qu'on peut en tirer pour perfectionner la Marine moderne avec des figures représentant les vaisseaux de guerre de ces peuples [La Marina de los antiguos pueblos explicadas y considerada en relación en relación a la luz que se puede sacar de ella para perfeccionar la Marina moderna con figuras que representan los barcos de guerra de estos pueblos]  Google Livres
- 1783: Les navires des anciens, considérés par rapport à leurs voiles, et à l'usage qu'on pourrait en faire dans notre marine [Las naves de los antiguos, consideradas en relación a sus velas, y el uso que se podía hacer de ellas en nuestra armada]. 240 pp., Nyon aîné
- 1786: Nouvelles recherches sur le vaisseau long des anciens, sur les voiles latines, et sur les moyens d'éviter les dangers que courent les navigateurs [Nuevas investigaciones sobre el barco largo de los antiguos, sobre las velas latinas y sobre los medios para evitar los peligros que corren los navegantes]. Google Livres
- 1789: Observations sur les moyens de prévenir à Paris la disette des grains, adressées au Comité des subsistances de l'Assemblée Nationale, servant de suite à diverses lettres écrites à M. Franklin, sur la marine [Observaciones sobre los medios para prevenir la escasez de cereales en París, dirigidas al Comité de Subsistencia de la Asamblea Nacional, sirviendo de seguimiento a varias cartas escritas a M. Franklin, sobre la marina]. BNF Base Gallica